# Хинтон, Сьюзен Элоиза
Сьюзен Элоиза Хинтон (англ. Susan Eloise Hinton; англ. S. E. Hinton; род. 22 июля 1948[…], Талса) — американская писательница, автор подростковой литературы. Две её книги были экранизированы Фрэнсисом Фордом Копполой. 

## Биография
Сьюзен Элоиза Хинтон родилась 22 июля 1948 года в городе Талса в штате Оклахома. Свой первый и самый популярный роман «Изгои» она написала в возрасте 16 лет, ещё учась в старшей школе. Роман был адресован подростковой аудитории и описывал противостояние двух молодёжных уличных банд в Оклахоме. Отчасти роман был основан на впечатлениях Хинтон от реального противостояния банд в её собственной школе. Роман «Изгои» был впервые опубликован в 1967 году, и с тех пор разошёлся тиражом более 14 миллионов экземпляров. В 2000-е годы, спустя сорок лет после написания, роман продолжал продаваться тиражом больше ста тысяч экземпляров в год. 
В 1983 году этот роман был экранизирован Фрэнсисом Фордом Копполой с Ральфом Маччио, Патриком Суэйзи, Мэттом Диллоном и Кристофером Томасом Хауэллом в главных ролях. Фрэнсис Форд Коппола также экранизировал ещё одну книгу Хинтон, «Бойцовская рыбка» (1983, в главных ролях Мэтт Диллон и Микки Рурк). Сценарий для этого фильма Коппола и Хинтон писали совместно. Кроме того, были экранизированы «Текс» (1982, режиссер Тим Хантер, в главной роли Мэтт Диллон) и «Это было тогда ... это будет сейчас» (1985, режиссер Кристофер Кейн, в главных ролях Крэйг Шеффер и Эмилио Эстевес). В трёх из этих фильмах Хинтон появилась на экране в небольших эпизодических ролях. Кроме того, в 2009 году Хинтон согласилась сыграть роль сыграл директора школы в фильме «Легенда о Билли Фейле».
Первые книги Хинтон были изданы под инициалами С. Э. Хинтон, так как издатели опасались, что имя женщины на обложке отпугнёт читателей-мужчин (то же самое позже произошло и с Джоанной Роулинг, чьи первые книги выходили с инициалами Дж. К. Роулинг вместо полного имени). В отличие от Роулинг, Хинтон в дальнейшем всегда публиковалась под инициалами, и лишь значительно позднее начала пользоваться в своей общественной жизни полным именем. 
В своих немногочисленных интервью Хинтон сообщила, что является интровертом и избегает публичности. Она по-прежнему проживает в Оклахоме в городе Талса  вместе со своим мужем.

## Награды
В 1988 Сьюзен Хинтон получила премию имени Маргарет Эдвардс Американской библиотечной ассоциации. В 1998 году она была введена в Зал славы писателей Оклахомы.